# Yngve Nilsson (konstnär)

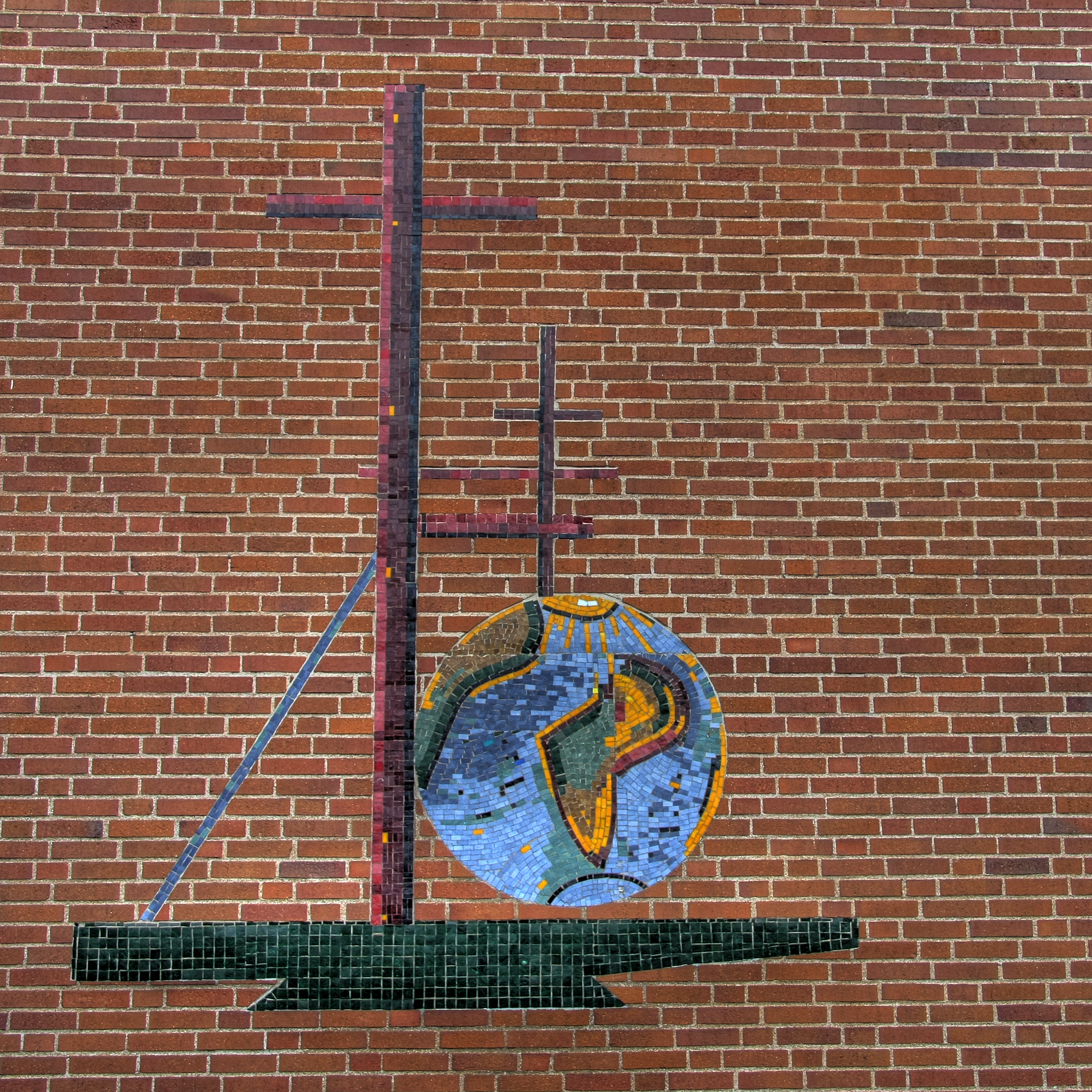
Kors skapat av Yngve Nilsson för Västerkyrkan i Hässleholm.

Yngve Sigurd Nilsson, född 11 februari 1912 i Stoby, Kristianstads län, död 1993, var en svensk målare och författare.
Yngve kom även att gifta sig två gånger under sin livsstid. Den första makan fick han ett barn med vid namn Solveig och den andra makan levde han med livet ut.
Han studerade konst en kortare tid vid Otte Skölds målarskola i Stockholm 1945 och reste istället på studieresor till bland annat Nederländerna, Italien, Frankrike och Tyskland innan han återupptog sina studier vid Erik Clemmensens målarskola i Köpenhamn 1950. Separat ställde han bland annat ut i Kristianstad, Nässjö och Osby. Under 1950-talet var han huvudsakligen bosatt i Bad Godesberg där han medverkade i en rad samlingsutställningar. Till hans offentliga arbeten hör oljemålningen Vägen för krematoriet i Kristianstad och han utförde även en väggmålning i Ebenezerkyrkan i Hässleholm och några kors för olika svenska kyrkor bland annat skapade han ett kors till Ragvaldsträsk bönhus. I Tyskland utförde han en större oljemålning för Bremer Baumwollbörse i Bremen samt mosaiker för Die Sparkasse i Düren och läroverket i Bad Honnef. Hans konst består av landskapsskildringar utförda i olja eller pastell samt arbeten i glasmosaik. Som författare utgav han bland annat diktsamlingarna Vrakspillror och Åska och glöd, dessutom skrev han dikter som publicerades i olika tidskrifter och medarbetade i andras böcker.